# Elefantenpolo-Weltmeisterschaft
Die Weltmeisterschaft im Elefantenpolo findet seit 1982 jährlich statt.
| Jahr |       | Weltmeister                          |
| ---- | ----- | ------------------------------------ |
| 1982 | I     | James Manclark Scottish Team         |
| 1983 | II    | Tiger Tops Tuskers                   |
| 1984 | III   | Tiger Tops Tuskers                   |
| 1985 | IV    | Tiger Tops Tuskers                   |
| 1986 | V     | Nepal National Parks                 |
| 1987 | VI    | Tiger Tops Tuskers                   |
| 1988 | VI    | Nepal National Parks                 |
| 1989 | VIII  | Oberoi India                         |
| 1990 | IX    | Grindlays Maharajahs                 |
| 1991 | X     | Nepal National Parks                 |
| 1992 | XI    | Tiger Tops Tuskers                   |
| 1993 | XII   | J & B Rare(1)                        |
| 1994 | XIII  | National Park                        |
| 1995 | XIV   | International Distillers Philippines |
| 1996 | XV    | Nepal National Parks                 |
| 1997 | XVI   | Tiger Mountain India                 |
| 1998 | XVII  | Tiger Tops Tuskers                   |
| 1999 | XVIII | Nepal National Parks                 |
| 2000 | XIX   | Tiger Tops Tuskers                   |
| 2001 | XX    | Chivas Regal Scotland                |
| 2002 | XXI   | Nepal National Parks                 |
| 2003 | XXII  | Tiger Tops Tuskers                   |
| 2004 | XXIII | Chivas Regal Scotland                |
| 2005 | XXIV  | Chivas Regal Scotland                |
| 2006 | XXV   | Angus Estates                        |
| 2007 | XXVI  | Chopard-Hongkong                     |

- (1) – internationales Team